# Piranha Chur
Bei piranha chur handelt es sich um einen Schweizer Damen-Unihockeyverein aus Chur. Die erste Mannschaft der Bündnerinnen spielt in der Nationalliga A und ist sechsfacher Schweizermeister. Der Verein zählt mit über 100 lizenzierten Spielerinnen zu den führenden Vereinen im Schweizer Damen-Unihockey.

## Geschichte
Der Verein „piranha chur“ entstand 1998 aus einer Fusion zwischen der Unihockeysektion des BTV Chur und Civitas Chur, mit dem Ziel, die Kräfte in der Region zu bündeln. Der reine Mädchen- bzw. Frauenverein hat sich seither in der Schweiz als auch international etablieren können.
Im Jahr 2010 konnte der erste Meistertitel nach der Fusion gefeiert werden, worauf die Mannschaft in der Folge erstmals am EuroFloorball-Cup (heute Champions Cup) teilnahm. Im Kampf um den Europameistertitel mussten sich die Bündnerinnen erst im Final gegen den schwedischen Meister IKSU Innebandy knapp mit 5:4 geschlagen geben. Mit dem Vizemeistertitel bei der ersten Teilnahme konnte ein deutliches Zeichen gesetzt werden, dass die Bündnerinnen auch im internationalen Vergleich mithalten können.
Nach dem Vizemeistertitel in der Saison 2010/2011 konnte in der darauffolgenden Saison der Meistertitel wieder nach Chur geholt werden. In der Saison 2012/2013 konnte neben der Verteidigung des Meistertitels auch der Cup gewonnen werden. Ein Jahr nach dem sogenannten Double ging der Cupfinal gegen Zug United verloren, der Meisterpokal blieb aber wiederum in den Händen der Bündnerinnen. Im Jahr 2015 konnte piranha chur den ersten Superfinal in der Schweizer Unihockeygeschichte gegen den UHC Dietlikon bestreiten. In der Kolping Arena in Kloten konnten sich die Churerinnen vor 6375 Zuschauern den vierten Meistertitel in Serie sichern. Das Spiel wurde live auf SRF zwei übertragen.
Auch in der zweiten Ausgabe des Superfinals im Jahr 2016 konnte die Mannschaft von Mirco Torri den Pokal in die Höhe stemmen. Im Final trafen die Churerinnen erneut auf den UHC Dietlikon. Nach einem 1:3-Rückstand gelang es den Damen diesen sensationell zu drehen und in die Verlängerung einzuziehen. Nach zwanzig torlosen Minuten musste das Penaltyschiessen entscheiden. Von 16 Versuchen traf nur die Finnin Luomaniemi. Durch den Treffer gelang der Churerinnen die fünfte Meisterschaft in Folge.
Ein Jahr später standen sich im dritten Superfinal wieder dieselben Teams gegenüber. Dieses Mal konnte der UHC Dietlikon die Partie mit 7:2 für sich entscheiden. Zwei der Tore fielen dabei am Schluss ins leere Tor. Damit war die Serie von fünf Meistertiteln der Churerinnen gebrochen.
Nach einer Saison ohne Titel konnte piranha in der Saison 2017/18 unter dem abtretenden Trainer Mirco Torri das Triple aus Supercup, Meisterschaft und dem Schweizer Cup feiern.

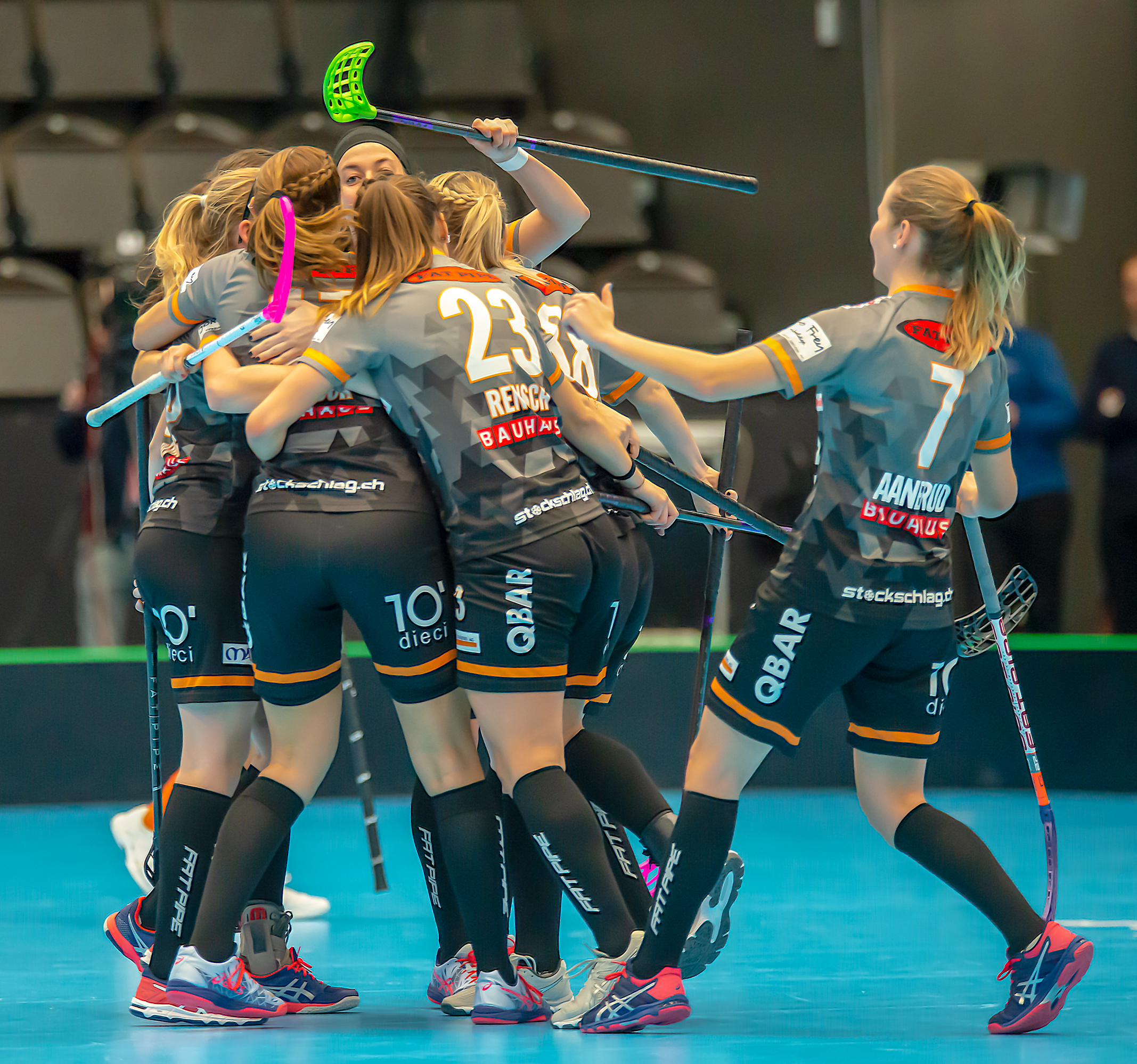
Torjubel von piranha chur beim Champions Cup 2019 gegen IKSU

Auch in der Saison 2018/2019 traf man im Cupfinal und auch im Superfinal wieder auf den UHC Dietlikon. Im Cupfinal führte man zwar nach dem 1. Drittel mit 2:0, aber das reichte nicht, und Dietlikon glich aus und gewann am Schluss mit 4:2. Am Superfinal wollte man es besser mach. Nach einem 0:1-Rückstand nach dem 1. Drittel drehte piranha mächtig auf und führte nach dem 2. Drittel 3:1. Nachdem zu Beginn vom 3. Drittel sogar noch das 4:1 fiel, war eigentlich klar, dass piranha diesen Superfinal gewinnen wird. Leider kam es anders und Dietlikon dreht in knapp zehn Minuten das Spiel auf dramatische Weise und erzwang eine Verlängerung. In der 9. Minute der Verlängerung fiel das Tor zu Gunsten von Dietlikon, die den Final somit mit 5:4 gewannen.

## Kader der Saison 2022/23
| Nr                   | Name                     | Nationalität  |
| Torhüterinnen        | Torhüterinnen            | Torhüterinnen |
| -------------------- | ------------------------ | ------------- |
| 1                    | Jill Münger              | Schweiz       |
| 71                   | Noora Holle              | Schweiz       |
| Verteidigerinnen     |                          |               |
| 6                    | Petra Hansson            |               |
| 15                   | Doris Berger             | Schweiz       |
| 17                   | Luana Rensch             | Schweiz       |
| 18                   | Anja Jakob               | Schweiz       |
| 26                   | Bianca Joos              | Schweiz       |
|                      | Chiara Moser             | Schweiz       |
| Stürmerinnen         |                          |               |
| 5                    | Rahel Wyss               | Schweiz       |
| 8                    | Michelle Stieger         | Schweiz       |
| 10                   | Vanessa Koch             | Schweiz       |
| 13                   | Alessandra Schneller     | Schweiz       |
| 14                   | Alisha Niggli            | Schweiz       |
| 16                   | Nicole Capatt            | Schweiz       |
| 22                   | Soraya Gansner           | Schweiz       |
| 23                   | Martina Řepková          |               |
| 27                   | Eliška Trojánková        |               |
| 97                   | Chiara Rensch            | Schweiz       |
| Trainerstab/Betreuer |                          |               |
| HC                   | Mirco Torri / Simon Zopf | Schweiz       |
| AC                   | Daniela Joos             | Schweiz       |
| TT                   | Edy Bisig                | Schweiz       |
| KC                   | Freddy Zulauf            | Schweiz       |
| PT                   | Livio Zulauf             | Schweiz       |
| TM                   | Tobias Lori              | Schweiz       |

- HC = Headcoach
- AC = Assistenzcoach
- TT = Torhütertrainer
- KC = Konditionscoach
- PT = Physiotherapeut
- TM = Teammanager

## Erfolge

### „piranha chur“
- Schweizer Meister: 2010, 2012, 2013, 2014, 2015, 2016, 2018
- Cupsieger: 2013, 2018, 2020, 2025
- Supercup: 2017, 2018

### BTV Chur
- Schweizer Meister: 1990
- Cupsieger: 1994, 1997